# Great Glen
Pour les articles homonymes, voir Glen (homonymie).

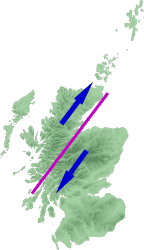
Carte de la faille du Great Glen.

Le Great Glen, aussi appelé Glen Albyn, Glen Mor et Grande vallée d'Écosse désigne une série de vallées reliant les façades orientale et occidentale de l'Écosse. Il s'étend sur une centaine de kilomètres, de la ville d'Inverness dans l'estuaire Beauly Firth à la ville de Fort William, à la pointe du bras de mer Loch Linnhe.
Le Great Glen est formée par la ligne de faille des Highlands, composant de l'importante faille géologique du Great Glen. Elle sépare les Highlands écossais en deux parties : les Monts Grampians au sud-est et les Highlands du Nord-Ouest au nord-ouest.
Le Glen est une voie de communication naturelle des Highlands, occupée par le canal calédonien et par la route A82 reliant Inverness à l'est à Fort William à l'ouest. 
Son importance stratégique dans la soumission des clans des Highlands (tout particulièrement lors des rébellions jacobites au XVIIIe siècle) est renforcée par la présence des villes de Fort William au sud, Fort Augustus au centre du Glen et Fort George, juste au nord d'Inverness.

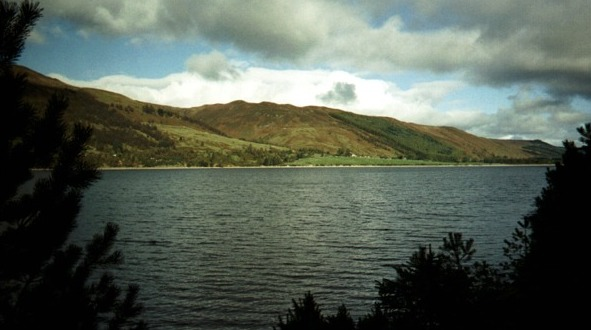
Le Loch Lochy dans le Great Glen.

Une série de lochs, reliés par des rivières, parsème le Glen. Le canal calédonien utilise ces lochs sur des portions de son itinéraire mais les rivières ne sont en revanche pas navigables.
Du nord-est au sud-ouest, on trouve le long du Glen :
- la Ness ;
- le Loch Dochfour ;
- le Loch Ness ;
- l'Oich ;
- le Loch Oich ;
- le Loch Lochy ;
- le Lochy ;
- le Loch Linnhe.

La ligne de partage des eaux s'étend entre le Loch Oich et le Loch Lochy.
Le Loch Linnhe, au sud de Fort William, est un loch marin dans lequel débouchent le Lochy et le Canal calédonien.
À l'extrémité nord, le Ness s'écoule dans le Moray Firth.

## Sources
1. ↑  Stéphane Flachat, Histoire des travaux et de l'aménagement des eaux du canal Calédonien, Imprimerie de Firmin Didot, 1828 (lire en ligne)

- (en) Cet article est partiellement ou en totalité issu de l’article de Wikipédia en anglais intitulé « Great Glen » (voir la liste des auteurs).